# Ариан (река)
Ариан (Арья) — река в России, течёт по территории Янаульского района Башкортостана. Устье реки находится в 16 км по правому берегу реки Шудек. Длина реки составляет 10 км.
Имеет правый приток — реку Чёрную.

## Данные водного реестра
По данным государственного водного реестра России относится к Камскому бассейновому округу, водохозяйственный участок реки — Буй от истока до Кармановского гидроузла, речной подбассейн реки — бассейны притоков Камы до впадения Белой. Речной бассейн реки — Кама.
Код объекта в государственном водном реестре — 10010101112111100016359.